# New Tecumseth
New Tecumseth è un comune del Canada, situato nella provincia dell'Ontario, nella contea di Simcoe.